# Karel Bernhard Johan van de Werve
Karel Bernhard Johan van de Werve (17 mei 1740 - 4 januari 1813) was de tweede graaf van Vorselaar en lid van een oude, adellijke Antwerpse familie. 

## Levensloop
Hij studeerde rechten aan de universiteit van Leuven van 1761 tot 1763. Hij was van 1765 tot 1770 schepen van Antwerpen. Dat jaar nam hij om gezondheidsredenen ontslag. In 1793 keerde hij naar de Antwerpse politiek terug en werd een van de burgemeesters van Antwerpen.
Hij was de oudste overlevende zoon van Karel Filips van de Werve (1706-1776), eerste graaf van Vorselaar en baron van Lichtaart en Rielen en van Maria-Anna de Pret (1715-1781). 
Karel-Bernhard van de Werve trouwde in 1763 met Hubertine de Gilman (1744-1787). Uit dit huwelijk werd in 1764 Augustin van de Werve geboren (1764-1793). Deze overleefde zijn vader niet. Uit diens huwelijk met Marie-Anne van Colen werden vijf kinderen geboren, met nakomelingen tot heden.
Karel-Bernhard van de Werve hertrouwde in 1788 met Reine della Faille de Leverghem (1760-1827). Zij overleefde hem en stond, uit sociale bewogenheid voor het lot van de Kempense jeugd, aan de basis van een onderwijsnet, na haar verder uitgebouwd door de door haar, samen met pater Lodewijk Donche s. j., gestichte congregatie van de Zusters der Christelijke Scholen van Vorselaar.